# オッペンハイム (ドイツ)
オッペンハイム (独: Oppenheim)はドイツ連邦共和国 ラインラント＝プファルツ州マインツ＝ビンゲン郡にある市。ニアシュタイン＝オッペンハイム連合自治体 (独: Verbandsgemeinde Nierstein-Oppenheim) の行政庁所在地である。
この街はワイン醸造で知られており、ドイツワイン醸造博物館や、オッペンハイマー・クローテンブルネン醸造所からのいくつものワインで有名。
教会や墓地等のそれ以前に遡る集落の跡が存在するが、史料に登場するのは765年が最初である。774年 カール大帝はこの地の国王荘館と付属施設をロルシュ修道院に寄進した。1008年市場開催権を得た。1118年 マインツ大司教アーダルベルト1世（Erzbischof Adalbert I. von Mainz）は、シュヴァーベン公フリードリヒ2世の築いたオッペンハイム城を破壊させた。1147年以降帝国直轄領になり、神聖ローマ皇帝フリードリヒ2世はオッペンハイムをライン中流域における王権の中心的拠点に変えた。こうしてオッペンハイムは 1226年に帝国自由都市となり、1244年に築かれた帝国城砦（Reichsburg）の下にカタリーネ教会を擁する新市街が整えられた。1254年市参事会が設けられ、同年のライン都市同盟結成ではマインツ、ヴォルムスとともにその原動力となった。市内での抗争の結果、1257年と1275年に城砦が破壊された。1315年から1353年までマインツ大司教領（Erzstift Mainz）= クアマインツ（Kurmainz）に抵当として渡され帝国都市としての地位を失った。1375年にはクアプファルツ（Kurpfalz）に抵当として、1648年以降は完全にクアプファルツ領に編入された。1816年から1945年まではヘッセンに属していた。地名はドイツ人の人名Oppo, Ubboに因むものと思われる。

市の見どころは、一つがカタリーネ教会（Katharinenkirche）である。13世紀から 14世紀にかけて主要部分が建設された。長堂（Langhaus）南壁の窓が殊に美しく、「ライン河畔の極めて重要なゴシック建築」（ベデカー）とされる。もう一つが、ドイツワイン博物館（das Deutsche Weinbaumuseum）である。また、珍しい遺跡としてオッペンハイム地下迷宮（Oppenheimer Kellerlabyrinth）がある。中世を通じて、交通の要衝に位置するこの町は帝国都市として開市権（Stapelrecht）を有し、通過する商人にこの地で商品を販売する義務を負わせたが、市壁内の土地が狭かったので、商品の売買や保管のために地下に長大な穴倉を掘った。14世紀以降ザクセンの鉱夫によって地下道が掘られたが、その長さは全長40㎞に及ぶ。プファルツ継承戦争で町が破壊され、第2次世界大戦後は忘れられ、塵の溜まり場になり、陥没事故も発生した。そこで1990年代に修復作業が開始され一部は観光に供されるほどに復旧している。
漫画家水木しげるはオッペンハイムで繰り広げられた「骸骨の戦い」という妖怪譚を描いている。昼間、宿の娘にそこは月夜が美しいと聞き、夜に古寺院跡（戦場跡）を訪れた画家が、戦死者の骸骨が戦闘を繰り広げる様を目撃したというものである。

## 姉妹都市
- ジヴリ (ソーヌ＝エ＝ロワール県)(Givry) (フランス ）
- アードネット(Adnet) (オーストリア ）
- ヴェルダー (ハーフェル)(Werder (Havel)) (ブランデンブルク州 ）
- カルペ(Calpe) (スペイン ）
- サンタンブロージョ・ディ・ヴァルポリチェッラ(Sant'Ambrogio di Valpolicella) (イタリア ）